# Кнопп, Гвидо
Гвидо Кнопп (нем. Guido Knopp; род. 29 января 1948[…], Трейза) — немецкий писатель
, журналист, историк, публицист, телеведущий, редактор, педагог, профессор, доктор исторических наук.

## Биография
Изучал историю, политологию и журналистику во Франкфурте-на-Майне, Амстердаме и Вюрцбурге, ученик Вернера Мазера. Защитил докторскую диссертацию
по истории СДПГ и НСДПГ, работал редактором в одной из ведущих межрегиональных газет Германии — Frankfurter Allgemeine Zeitung, был в числе руководителей газеты Welt am Sonntag.
В 1978 году перешёл во Вторую Немецкую телекомпанию ZDF. В 1980 году стал ведущим еженедельной программы «Вопросы о времени».
С 1984 года возглавлял редакцию современной истории ZDF. С 2010 года — председатель некоммерческого объединения «Наша история. Память нации».
Преподавал журналистику в университете Гиссена и в частной католической академии Густава Зиверта в Баден-Вюртемберг.
Автор многочисленных документальных фильмов, некоторые из которых были удостоены специальных наград.
Известен своими многими документальными телефильмами и книгами, в основном об истории Третьего рейха, лидерах национал-социализма, в частности Гитлере, Геббельсе, Гиммлере, Гессе, Шпеере, Денице, Эйхмане, Бормане, Риббентропе и других военных преступниках и палачах, деятельности СС, Холокосте, а также деятелях сталинизма, представителях монарших семей мира и др.

## Награды
- Орден «За заслуги перед Федеративной Республикой Германия»
- Премия Якоба Кайзера (1985,1986)
- Европейская телевизионная премия (1988)
- Премия Баварского телевидения (1997)
- Телевизионная премия «Золотой лев» (1997)
- Телевизионная премия «Romy» (Австрия, 1998)
- Премия Goldene Kamera (Золотая камера, 2004)
- Премия Эмми (2005)

## Избранные произведения
- За спиной Гитлера (2003)
- «Дети» Гитлера (2004)
- Чёрная инквизиция. — М.: Олма-Пресс, 2005.
- Женщины Гитлера и Марлен (2006)
- Адольф Гитлер. Психологический портрет (2006)
- Холокост: Неизвестные страницы истории (2007)
- Генералы Третьего рейха (2007)
- История триумфов и ошибок первых лиц ФРГ (2008)
- История XX века. Тайны, загадки и мифы (2008)
- История Вермахта. Итоги (2009)
- Королевские дети: престолонаследники великих европейских монархий (2011)
- Ваше Величество! Последние великие монархии (2012)
- CC — инквизиция Гитлера (2020)
- Супершпионы. Предатели тайной войны